# Teclado extendido Apple
El teclado extendido Apple es un teclado que primero se vendía de forma separada junto con los Macintosh II y SE, y después se entregaba con ordenadores de escritorio Apple Professional al principio de la década de los 90 (empezando con el Macintosh IIsi en octubre de 1990). El teclado es ampliamente apreciado por los entusiastas por representar la era de oro de los teclados Macintosh y es recordado cariñosamente por muchos. Artículos retrospectivos achacan el éxito del producto a su combinación de sonido, sensibilidad y durabilidad.

## Características únicas
Hay una serie de características que hacen que este teclado sea único:
- La tecla Bloq mayús se mantiene baja cuando se pulsa, lo que se considera que es una facilidad para los mecanógrafos.
- Teclas de gran calidad, reconocidas por su buen sonido y sensibilidad.
- Gran espacio entre las teclas, especialmente entre las teclas de función superiores y el resto.
- El ancho del teclado coincide con el ancho del Macintosh II.
- Su altura permite que colocarlo bajo la parte inferior del Macintosh II.

## Resurrección
Muchos siguen usando este teclado a través de conversores ADB a USB.
Matias Corporation fabrica ahora un teclado llamado Tactile Pro, fabricado usando teclas similares a las que se usaban en el teclado extendido Apple. 